# Pocket PC
Pocket PC (сокращенно Р/РС или PPC) — программная и аппаратная платформа для карманных персональных компьютеров и коммуникаторов компании Microsoft, а также общее название устройств с сенсорным экраном, работающих под управлением операционной системы Windows Mobile. На некоторых таких аппаратах возможно запустить и другие ОС, например Linux, NetBSD.
В русском языке специального термина, обозначающего данный вид устройств, нет. Термин «карманный ПК» используется для обозначения всего класса мобильных компьютеров, которые в английском называются PDA.
В 2007 году компания Microsoft отказалась от использования названия Pocket PC в обозначении версий Windows Mobile 6, изменив соответственно схему обозначения устройств. Коммуникаторы должны называться Windows Mobile 6 Professional devices, а простые КПК (без телефонных функций) — Windows Mobile 6 Classic Devices. Однако, такие длинные названия неудобны, поэтому устройства на базе Windows Mobile продолжают называть Pocket PC.

## Определение
Согласно Microsoft, Pocket PC — это «наладонное устройство, которое позволяет пользователям хранить и получать сообщения электронной почты, контакты, встречи, проигрывать мультимедиафайлы, играть в игры, обмениваться текстовыми сообщениями через MSN Messenger, читать веб-страницы, и многое другое».
С технической точки зрения, Pocket PC — это стандарт от Microsoft, который устанавливает ряд аппаратных и программных требований к мобильному устройству, для того чтобы на него можно было наклеивать стандартный ярлык Pocket PC. В частности, любое такое устройство должно удовлетворять требованиям:
- работает под управлением Windows Mobile, редакции для Pocket PC
- поставляется с определённым набором приложений в ПЗУ
- имеет экран, чувствительный к прикосновению (сенсорный, touchscreen)
- имеет набор указательных кнопок (directional pad) или тачпад (touchpad)
- имеет набор перепрограммируемых кнопок для запуска приложений
- работает на процессоре ARM версии 4, Intel Xscale, MIPS или SH3.

## Производители
Pocket PC производились и продавались несколькими компаниями, в список которых входят HP (продукты семейств iPAQ и Jornada), Gigabyte, Acer, ASUS, E-TEN, Fujitsu Siemens Computers, Rover PC, HTC, i-Mate, Mitac, Samsung и другие.